# Olof Frisch
Karl Olof Gunnar Frisch, född 6 augusti 1918 i Skara, död 25 juni 2000 i Östertälje, var en svensk ishockeyspelare. Frisch spelade i Södertälje SK mellan 1938 och 1947 i tröja nummer 9 & 8[källa behövs]. Han gjorde där 37 mål på 123[källa behövs] matcher och var med och vann vann SM-guld åren 1941 och 1944.